# El papa o la mama 2
El papa o la mama 2 (originalment en francès, Papa ou Maman 2) és una comèdia francesa dirigida per Martin Bourboulon, estrenada el 2016. És la continuació d'El papa o la mama, estrenada el 2015. S'ha doblat al català central per a TV3.

## Sinopsi
Després d'un divorci difícil, sembla que en Vincent i la Florence viuen prou bé. Aparentment, cadascun fa la seva vida i tenen molt bona relació entre ells, tot i que amb quatre fills, la logística familiar és complicada. Són veïns, es veuen contínuament i no discuteixen mai per res. Tots dos tornen a tenir parella i, encara que cadascun faci veure que accepta la de l'altre sense cap problema, no paren d'estar-ne pendents. Els fills estan convençuts que els seus pares encara s'estimen i que haurien de tornar a viure junts, però en Vincent i la Florence estan disposats a fer qualsevol cosa per demostrar-los que s'equivoquen.

## Repartiment
- Laurent Lafitte: Vincent Leroy
- Marina Foïs: Florence Leroy
- Alexandre Desrousseaux: Mathias Leroy
- Jonathan Cohen: Édouard Morteau
- Sara Giraudeau: Bénédicte
- Anna Lemarchand: Emma Leroy
- Achille Potier: Julien Leroy
- Judith El Zein: Virgínia
- Nicole Garcia: la mare de la Florence
- Michaël Abiteboul: Paul
- Michel Vuillermoz: Coutine
- Alice Saignes i Louise Bleeds: Charlotte Leroy
- Anne Le Ny: la jutge